# Lina Fourie
Lina Fourie, née en 1965, est une joueuse sud-africaine de badminton.

## Carrière
Elle remporte aux Championnats d'Afrique 1992 la médaille d'or en double mixte avec Anton Kriel et la médaille d'or en simple dames.
Elle obtient ensuite aux Championnats d'Afrique 1998 la médaille d'or en double dames avec Monique Ric-Hansen et la médaille d'or en simple dames.